# ألان هوبر
ألان هوبر (بالإنجليزية: Alan Hopper)‏ (17 يوليو 1937 بنيوكاسل أبون تاين في المملكة المتحدة - ) هو لاعب كرة قدم بريطاني في مركز الدفاع. لعب مع برادفورد سيتي ونادي بارنسلي ونيوكاسل يونايتد ونادي ساوث شيلدز ‏.